# Caso adverbial
El caso adverbial (abreviado adv ) es un caso sustantivo en abjasio y georgiano con una función similar a la de los casos translativos y esivo en el idioma finés. También aparece en Udmurto .
El término se utiliza a veces para referirse al caso ablativo de otras lenguas.

## Uso
En georgiano, el caso adverbial tiene varias funciones. Su uso más común es derivar adverbios de adjetivos :

Pianinoze karg ad ukravs ("Él/ella toca bien el piano ")

El sufijo de caso adverbial es -ad .
El caso adverbial también puede actuar como caso esivo:

Masc'avlebl ad mushaobs ("Trabaja como profesor")

El caso adverbial también se utiliza para indicar el nombre de una lengua:

Inglisur ad lap'arakobs ("(S) habla inglés") Germanul ad gadatargmna ("(S) lo tradujo al alemán")

Con el participio futuro pasivo en sa -, el caso adverbial a menudo forma construcciones intencionales o de tipo infinitivo:

Usatuod shevecdebi biletebi vishovo mag p'iesis sanaxavad ("Sin duda intentaré conseguir entradas para ver esta obra")